# Rea (Missouri)
Rea é uma cidade localizada no estado americano de Missouri, no Condado de Andrew.

## Demografia
Segundo o censo americano de 2000, a sua população era de 56 habitantes.
Em 2006, foi estimada uma população de 58, um aumento de 2 (3.6%).

## Geografia
De acordo com o United States Census Bureau tem uma área de
0,3 km², dos quais 0,3 km² cobertos por terra e 0,0 km² cobertos por água.

## Localidades na vizinhança
O diagrama seguinte representa as localidades num raio de 16 km ao redor de Rea.